# Henri Petit
Pour les articles homonymes, voir Henri Petit (homonymie) et Petit.
Henri Petit, né le 23 février 1900 à Avallon et mort  le 10 octobre 1978 à Paris, est un écrivain français. Il est inhumé à Avallon.

## Biographie
Originaire de Bourgogne, issu d'une famille de bouchers, il naît en 1900 à Avallon. Il est élève au Lycée Louis-le-Grand puis étudiant à la Sorbonne. C'est là qu'il fait la rencontre du futur philosophe Jean Grenier. Il fait plus tard partie du groupe des "Vorticistes" formé par de jeunes hommes réunis par l'envie d'écrire  : André Chamson, Louis Guilloux et Jean Grenier. Son premier texte, Vézelay, paraît dans Écrits en 1927, recueil de textes notamment de Grenier et André Malraux,publié dans la collection des Cahiers Verts.
La plus grande partie de son œuvre est constitué d'essais - De la tête au cœur, Les visages -  composant un Journal de Pensée. 
Il reçoit le Grand prix de littérature de l'Académie française pour l'ensemble de son œuvre en 1965, et le Grand prix national des Lettres  en 1972.
Il meurt le 10 octobre 1978 au sein de l'Hôpital Broussais dans le 14e arrondissement de Paris.
Les archives de l'écrivain sont conservés dans le fonds Henri Petit de la Bibliothèque historique de la Ville de Paris, et celui de la Bibliothèque universitaire d'Angers.